# Кегла
Кеглата е мишена в играта боулинг.
Тя се играе с 10 кегли, които се подреждат в триъгълник. Целта на играта е да се съборят всичките кегли с помощта на специалната топка за боулинг, направена от твърд каучук или пластмаса. Топката има 3 отвора, където се поставят съответно палецът, средният и безименният пръст. Кеглите обикновено са бели, широки около 12 cm в най-широката си част и високи 38 cm.
Правят се от явор, оформят се, след което отгоре се слага пластмасово покритие, боядисват се и се гланцират.